# Ikamatua
Ikamatua est une petite localité située dans la région de la West Coast dans l’Île du Sud de la Nouvelle-Zélande.

## Situation
Elle est située sur le trajet de la route State Highway 7/ S H 7 (en) mais à l’intérieur des terres, à 50 km au nord de la ville de Greymouth et à 28 km au sud de la ville de Reefton.

## Population
Elle a une population de moins de 200 habitants.

## Histoire
En 1946, à 4 km au nord de la ville d’Ikamatua, la drague pour la recherche de l’or creusa le lit du fleuve Grey, à l’endroit où passe la route State Highway 7 (en), et la principale ligne de chemin de fer à partir de la ville de Westport, pour aller dans la nouvelle zone de mine de la vallée de Blackwater .
Ce fut la première et seule fois qu’un tel évènement survint en Nouvelle-Zélande .